# Fordham Road (stacja metra na Jerome Avenue Line)
Fordham Road – stacja początkowa metra nowojorskiego, na linii 4. Znajduje się w dzielnicy Bronx, w Nowym Jorku i zlokalizowana jest pomiędzy stacjami Kingsbridge Road i 183rd Street. Została otwarta 2 czerwca 1917.